# Thomas Hollway
Thomas Tuke "Tom" Hollway (Ballarat, 2 octobre 1906 - Point Lonsdale, 30 juillet 1971) est un homme politique australien qui a été le 36e Premier ministre du Victoria, occupant le poste du 20 novembre 1947 au 17 juin 1950 et de nouveau pendant quelques jours en 1952. 
De 1932 jusqu'en 1955, Hollway a été membre de l'Assemblée législative du Victoria, d'abord en tant que membre du Groupe de l'Australie-Unie (UAP), puis en tant que libéral. Il prit la tête de l'UAP à la mort de l'ex-Premier ministre Stanley Argyle en 1940. Dans le second gouvernement de guerre d'Albert Dunstan (1943-1945) il fut vice-premier ministre du Victoria. 
Le 21 novembre 1947, les libéraux d'Hollway ont défait l'administration travailliste de John Cain. Hollway (qui, à 41 ans, fut parmi les plus jeunes premiers ministres du Victoria) est resté au pouvoir jusqu'au 27 juin 1950, quand il a perdu son poste aux dépens du Country Party de John McDonald. 
Hollway a été Premier ministre pendant un très bref mandat du 28 au 31 octobre 1952, quand il dut à nouveau  céder son poste à McDonald. 